# عادل شیحی
عادل شیحی (زادهٔ ۲۱ فوریهٔ ۱۹۸۸) یک بازیکن فوتبال اهل مراکش است که در دوسلدورف آلمان متولد شده است.از باشگاه‌هایی که در آن بازی کرده‌است می‌توان به فولام و کلن اشاره کرد وی در ۱ ژوئیه ۲۰۲۰ در سن ۳۲ سالگی از فوتبال خداحافظی کرد.
وی همچنین در تیم ملی فوتبال مراکش بازی کرده است. او دوبازی ملی انجام داده است و اولین بازی ملی اش را در بازی دوستانه برابر بنین در سال ۲۰۰۸ برای تیم ملی مراکش انجام داد.
شیحی در زمستان ۲۰۱۶ با قرارداد ۸۰ هزار دلاری برای نیم فصل به استقلال تهران پیوست.
وی تاکنون به همراه تیم کلن ۵۵ بازی در بوندس‌لیگا انجام داده‌است و در فصل ۱۴–۲۰۱۳ به همراه این تیم قهرمان بوندس‌لیگا ۲ شده‌است.

## افتخارات
- قهرمانی بوندس لیگا دو ۱۴-۲۰۱۳ به همراه کلن
- صعود به بوندسلیگا یک ۰۸-۲۰۰۷ به همراه
- نایب قهرمانی جام حذفی فوتبال ایران ۹۵–۱۳۹۴ به همراه استقلال
- حضور در جام جهانی زیر ۲۰ سال به همراه زیر ۲۰ ساله های مراکش